# Вильялобос, Хоакин
Хоаки́н Вильяло́бос Уэсо (исп. Joaquín Villalobos Huezo, 1951, Сан-Сальвадор) — сальвадорский леворадикальный революционер, коммунистический подпольщик ЭРП и партизанский командир ФНОФМ, активный участник гражданской войны. Организатор подпольных терактов, стратег партизанских военных действий. После мирного урегулирования изменил взгляды — отказался от марксизма, перешёл на позиции либерализма и антикоммунизма. Живёт в Великобритании, известен как авторитетный консультант по вооружённым конфликтам, контрповстанческим и миротворческим операциям.

## Ранние годы
Родился в семье печатника, ставшего владельцем типографии. Обеспеченное семейство причислялось к сальвадорскому среднему классу, отец Хоакина Вильлобоса был известен консервативными взглядами. В том же духе с детства воспитывался Хоакин. Среднее образование он получил в католическом лицее конгрегации Братьев Марии. Преподавал на католических курсах обучения крестьян грамоте. Поступил на экономический факультет Сальвадорского университета.
В студенческие годы Хоакин Вильялобос глубоко проникся ультралевым мировоззрением. Постепенно он эволюционировал от христианской демократии к коммунизму с троцкистским уклоном. Этому сильно способствовал эпизод его юности, когда курсы грамоты во время его урока были разгромлены солдатами и сам он спасся только заступничеством священника. В 1970 Вильялобос примкнул к подпольной организации Революционная армия народа (ЭРП). Изучив марксистскую теорию, он занимался идеологической подготовкой членов ЭРП (большинство из которых составляли подобные ему молодые выходцы из средних слоёв). Одновременно Хоакин Вильялобос вступил и вскоре возглавил оперативно-боевое подразделение организации.

## Коммунистический подпольщик
При участии и под руководством Вильялобоса был проведён ряд дерзких операций террористического характера. Наиболее известны похищения и убийства Эрнесто Регаладо Дуэньяса и Роберто Помы — представителей самых богатых и влиятельных олигархических семейств. Хоакин Вильялобос был ближайшим сподвижником и сотрудником основателя ЭРП Алехандро Риваса Миры. Обладал репутацией человека жестокого, умного и хладнокровного. Был известен под партийным псевдонимом Рене Крус.
В руководстве ЭРП шла постоянная внутренняя борьба за власть над организацией. Соперничали также представители различных политико-идеологических направлений: сторонники и противники блока с армейскими кругами, троцкисты, сталинисты и маоисты. Хоакин Вильялобос ориентировался на идеологию и тактику Че Гевары. В то же время, несмотря на коммунистические взгляды, ему всегда импонировала американская культура и вызывал отторжение застойный СССР.

Мы были поколением рока. Что мы имели общего со скучным советским миром?

Хоакин Вильялобос

Постепенно руководство ЭРП сосредоточилось в руках Вильялобоса. Этому способствовало бегство Риваса Миры с деньгами, полученными в виде выкупа за Роберто Пому (выплата была взята уже после убийства Помы). Сильным конкурентом Вильлобоса оставался Роке Дальтон, возглавлявший политическое звено ЭРП. Вильялобос обвинил Дальтона в предательстве и в 1975 организовал его убийство. Основанием для обвинения были названы богемный стиль жизни Дальтона (которому не был чужд и сам Вильялобос) и его некритическая ориентация на кастровскую Кубу (кумиром самого Вильялобоса был не Кастро, а Че Гевара). В конце 1970-х годов Хоакин Вильялобос стал фактически единоличным лидером ЭРП.

## Партизанский командир
В 1979 в Сальвадоре началась многолетняя гражданская война между Революционной правительственной хунтой, прокоммунистическим Фронтом национального освобождения имени Фарабундо Марти (ФНОФМ) и ультраправыми силами, консолидированными в эскадронах смерти. Хоакин Вильялобос выступил одним из основателей ФНОФМ в октябре 1980 и принял на себя военное руководство партизанскими формированиями.
В годы войны Хоакин Вильялобос непосредственно командовал вооружёнными силами ФНОФМ в департаменте Морасан, который был ареной ожесточённых боёв. Вильялобос был известен как один из самых эффективных партизанских командиров, его постоянно сравнивали с Че Геварой. Носил боевой псевдоним Команданте Атилио.
Отряды Вильялобоса наносили серьёзные удары по регулярной армии, значительно превосходящей партизан в численности и оснащении. Правительственный спецназ, подготовленный ЦРУ, имел специальную установку на персональную ликвидацию Команданте Атилио, но не смог выполнить эту задачу. Хоакин Вильялобос был таким же олицетворением целеустремлённости, решительности и безжалостности во ФНОФМ, как Роберто д’Обюссон в противоположном лагере (имелись между ними и стилистические сходства харизматиков).
В то же время Вильялобос вёл активную идеологическую и пропагандистскую работу, публикуя статьи о задачах сальвадорской революции (в том числе в академических изданиях). В этих текстах он вступал в содержательную полемику с президентом США Рональдом Рейганом. Автор подчёркивал, что революция предполагает «открытую политическую модель», направлена исключительно против олигархии и учитывает интересы не только рабочих и крестьянской бедноты, но и среднего класса. В своей программе Вильялобос предусматривал аграрную реформу (которая уже проводилась правительством хунты под руководством христианского демократа Моралеса Эрлиха), смешанную экономику, полное обеспечение политических свобод и демократических процедур. Вильялобос целенаправленно создавал ФНОФМ имидж общедемократической организации (при том, что мягкость и умеренность в публицистике были обратно пропорциональны жёсткости на поле боя). Показательно, что такие статьи Вильялобос писал в годы советской Перестройки. Осознав общемировую тенденцию, он начинал эволюцию с перехода на позиции демократического социализма.
В агитации Хоакин Вильялобос акцентировал антиолигархические освободительные мотивы. Характерна была его попытка перевербовать в партизаны ФНОФМ подполковника сальвадорской армии Хосе Адальберто Круса, будущего командира элитной части правительственных войск — батальона «Рональд Рейган». Крус ответил категорическим отказом, заявив при этом, что «настоящие борцы за свободу — это народы Польши и Венгрии».
Гражданскую войну Хоакин Вильялобос понимал как внутреннюю борьбу сальвадорцев. Он жёстко отстаивал самостоятельность своей политической линии. Вильялобос был против подчинения ФНОФМ Советскому Союзу, Кубе или никарагуанским сандинистам. При этом его чегеваристская позиция была гораздо радикальнее, нежели у зарубежных покровителей ФНОФМ. На этой почве Вильялобос конфликтовал с просоветски и прокубински настроенным Шафиком Хандалем. В 1983 Вильялобос был причастен к кровавому конфликту в руководстве ФНОФМ, завершившемуся убийством Мелиды Монтес и самоубийством Каэтано Карпио. Опора на сильные вооружённые формирования позволили Вильялобосу войти в число ведущих лидеров ФНОФМ.
С весны 1991 начались интенсивные переговоры между правительством и ФНОФМ о мирном урегулировании (попытки такого рода предпринимались с 1984, но не давали никаких результатов). Хоакин Вильлобос был из ключевых участников процесса и из главных авторов мирных договорённостей 1992. В этот период он выразил сожаление в связи с жестокостями, которые партизаны допускали в отношении гражданского населения.

## Либеральный политик
После окончания гражданской войны Хоакин Вильялобос резко изменил свои идейно-политические взгляды. Он окончательно порвал с коммунизмом и марксизмом, встав на позиции антикоммунистической либеральной демократии. При этом Вильялобос подчёркивает, что его эволюция не похожа на «карикатурных персонажей, которую в одну ночь превращаются из марксистов в демократов» — но имеет глубокие основания.
В 1994 Вильялобос вышел из ФНОФМ учредил Демократическую партию, которая вступила в альянс с правым Националистическим республиканским альянсом (АРЕНА). Поддерживал неолиберальные реформы президентов от АРЕНА Альфредо Кристиани и Армандо Кальдерона Соля.
Такой поворот подорвал политическое влияние Вильялобоса в Сальвадоре: бывшие левые соратники от него яростно отреклись, тогда как правые не могли простить счётов времён войны и по-прежнему относились как к человеку в лучшем случае сомнительному. Демократическая партия не обрела заметного влияния и вскоре распалась. Руководители АРЕНА, воспользовавшись поддержкой Вильялобоса в нужный для себя момент, со своей стороны поддержки ему не оказали.

Почти безошибочный стратег в войне, он позволил обдурить себя в демократической политике.

В Сальвадоре несколько лет велось судебное следствие по делу об убийстве Роке Дальтона. Имелись свидетельские показания о том, что Дальтона собственноручно застрелил Вильялобос. Однако в 2012 дело было прекращено.

## Советник по конфликтам
В 1995 Хоакин Вильялобос покинул Сальвадор. Поселился в Великобританию, окончил Оксфордский университет по курсу политологии.
С 1999 Вильялобос выступает как авторитетный консультант по вооружённым конфликтам, контрповстанческим операциям, действиям миротвотрческих сил. Его рекомендации применялись различными правительствами в бывшей Югославии, в Колумбии, в Северной Ирландии, в Мексике, в Афганистане, на Филиппинах. Последовательно выступает за мирные решения посредством согласованных компромиссов. Особенно тесно сотрудничал с колумбийским правительством Мануэля Сантоса.

В отличие от интеллектуалов, религиозных деятелей или правительственных чиновников, типа Джимми Картера, Ричарда Холбрука или Фелипе Гонсалеса, Вильялобос может обращаться к людям, ожесточённым войной. Они доверяют ему, потому что он сражался сам, причём успешнее их. Потому что на его счету около 10 тысяч убитых солдат противника и десятки политических убийств.

Особое место занимает война с ИГИЛ. Хоакин Вильялобос отмечает неадекватность западных представлений о противнике, его потенциале, а главное — его менталитете, непонятном для представителей политкорректного общества.

ИГИЛ — это враг из другой эпохи. Это средневековое войско в XXI веке. Эти фанатики не воспринимают ценностей, на которых основана жизнь наших бойцов.

Хоакин Вильялобос

Но при этом даже конфликт с ИГИЛ Вильялобос предлагает решать путём политических договорённостей. Такая позиция основывается на его опыте партизана ФНОФМ в сальвадорской гражданской войне — в которой не удалось найти военного решения.
Идеологически Хоакин Вильялобос придерживается либерально-демократических взглядов с некоторым левым уклоном. Он откровенно выражает радость от того, что ФНОФМ 1980-х не победил в гражданской войне . Резко критикует латиноамериканских социалистов XXI века, но не симпатизирует и правым политикам — для тех и других, по мнению Вильялобоса, характерно безосновательное самодовольство. К своей прежней деятельности относится снисходительно, но высказывает сожаления в связи с гибелью Роке Дальтона. Отвергает романтизацию войны, в которой видит прежде всего недопустимые нарушения прав человека. Лучшим образом жизни считает спокойное демократическое развитие, самыми счастливыми народами — «те, которым не требуются герои».

## Частная жизнь
Хоакин Вильялобос принял британское гражданство, живёт в Оксфорде в собственном доме. Женат, имеет троих детей.
Своё проживание в Великобритании Хоакин Вильялобос объясняет тем, что в этой стране доминируют левые ценности. Такое мнение он обосновывает неизменной доброжелательностью соседей и их бескорыстной помощью в быту (предоставление продуктов, косьба газона и т. д.) — что непредставимо, по его словам, в странах Западного полушария. Восхищение Вильялобоса вызывают также профессионализм и вежливость британской полиции, противоречащие его прежнему жизненному опыту.